# تشانينج جيبسون
تشانينج جيبسون (بالإنجليزية: Channing Gibson)‏ هو منتج تلفزيوني وكاتب سيناريو أمريكي، ولد في 1950 في الولايات المتحدة.

## وصلات خارجية
- تشانينج جيبسون على موقع IMDb (الإنجليزية)
- تشانينج جيبسون على موقع ألو سيني (الفرنسية)
- تشانينج جيبسون على موقع أول موفي (الإنجليزية)
- تشانينج جيبسون على موقع قاعدة بيانات الأفلام السويدية (السويدية)
- تشانينج جيبسون على موقع قاعدة بيانات الفيلم (الإنجليزية)
- تشانينج جيبسون على موقع كينوبويسك (الروسية)